# Anatoli Michailowitsch Schalagin
Anatoli Michailowitsch Schalagin (russisch Анатолий Михайлович Шалагин; * 5. Juli 1943 in Komsomolsk am Amur) ist ein russischer Physiker und Hochschullehrer.

## Leben
Schalagin studierte an der physikalischen Fakultät der Staatlichen Universität Nowosibirsk (NGU) mit Abschluss 1965. Darauf arbeitete er in Krasnojarsk im Sibirischen Technologischen Institut. 1966 wechselte er in das Institut für Geologie und Geophysik der Sibirischen Abteilung (SO) der Akademie der Wissenschaften der UdSSR (AN-SSSR, seit 1991 Russische Akademie der Wissenschaften (RAN)) im Nowosibirsker Akademgorodok und dann ins dortige Sibirische Forschungsinstitut für Geologie, Geophysik und mineralische Rohstoffe.
Von 1971 bis 1973 absolvierte er die Aspirantur im Nowosibirsker Institut für Kernphysik der SO der AN-SSSR. Darauf arbeitete er im Institut für Spektroskopie der AN-SSSR in Moskau-Troizk.
Ab 1977 arbeitete Schalagin als wissenschaftlicher Mitarbeiter im Nowosibirsker Institut für Automatisierung und Elektrometrie der SO der AN-SSSR. 1989 wurde er dort Laboratoriumsleiter. 1991 wurde er zum Korrespondierenden Mitglied der RAN gewählt. 2003 wurde er Direktor des Instituts.
Schalagins Forschungsschwerpunkte wurden die Quantenoptik, die nichtlineare Spektroskopie und die Laserquantenelektronik. Er untersuchte die Wechselwirkung von Laserstrahlung und Gasen. Er war ein Pionier der höchstauflösenden Spektroskopie unter Vermeidung der Linienverbreiterung. Er entwickelte eine Theorie der nichtlinearen Resonanzen unter Berücksichtigung von Relaxationsprozessen. Zusammen mit seiner Gruppe untersuchte er theoretisch und experimentell die Besetzungsinversion von Energieniveaus bei der nichtresonanten Absorption intensiver Laserstrahlung.
Neben der Forschungstätigkeit lehrte Schalagin an der NGU. 2002 wurde er Leiter des Lehrstuhls für Quantenoptik. 2011 wurde Schalagin zum Vollmitglied der RAN gewählt. Er ist Autor bzw. Mitautor einer Vielzahl von Veröffentlichungen. Sein Hirsch-Index ist 22.

## Ehrungen, Preise
- Lebedew-Goldmedaille der RAN (1993)[3]
- Ordensmedaille Für Verdienste um das Vaterland